# SN 2002dj
SN 2002dj – supernowa typu Ia odkryta 24 czerwca 2002 roku w galaktyce NGC 5018. Jej maksymalna jasność wynosiła 14,30m.